# Dar Salah
Dar Salah, en arabe : دار صلاح, est un village du gouvernorat de Bethléem en Palestine, situé à 6 km à l'est de Bethléem, en Cisjordanie.
Selon le recensement du bureau central palestinien des statistiques, la localité compte une population de 4 888 habitants en 2017.